# Linia kolejowa Riihimäki – Lahti
Linia kolejowa Riihimäki – Lahti łączy fińskie stacje kolejowe Riihimäki i Lahti. Ma długość 59 km i została otwarta 1 listopada 1869 jako trzeci odcinek kolejowy na obszarze dzisiejszej Finlandii. Straciła na znaczeniu po uruchomianiu Lahden oikorata pomiędzy Helsinkami i Lahti, którą zaczęły jeździć niemal wszystkie pociągi ze stolicy Finlandii do Rosji.

## Przebieg
- Riihimäki
  - Riihimäki – Kesijärvi
  - Riihimäki – Helsinki
  - Riihimäki – Tampere
- Hikiä
- Oitti
- Mommila
- Lappila
- Järvelä
- Herrala
- Hakosilta
  - Lahti – Helsinki
- Lahti
  - Lahti – Salpausselkä
  - Lahti – Heinola
  - Lahti – Loviisa
  - Lahti – Kouvola